# Pomeni imen asteroidov: 65001–66000
Pregled pomenov imen asteroidov (malih planetov) od številke 65001 do 66000, ki jim je Središče za male planete dodelilo številko in so pozneje dobili tudi uradno ime  v skladu z dogovorjenim načinom imenovanja. Pregled je preverjen z Schmadelovim “Slovarjem imen malih planetov” (“Dictionary of Minor Planet Names”). 
Pregled pojasnjuje izvor oziroma pomen imen asteroidov, ki ga je priznala Mednarodna astronomska zveza (IAU). Nekateri asteroidi imajo imajo dodatno pojasnilo o izvoru imena, ki pa vedno ni popolnoma zanesljivo (oznaka “†” ali “‡“). 
| Ime                   | Začasna oznaka | Izvor imena |
| 65001–65100           | 65001–65100    | 65001–65100 |
| --------------------- | -------------- | --- |
| 65001 Teodorescu      | 2002 AF67      | Ana Maria Teodorescu, romunska astronomka, žena Fabrizia Bernardija, ki je eden izmed odkriteljev †                                                                                          |
| 65091 Saramagrin      | 2002 CF        | Sara Magrin, italijanski astronom, aktivni član projekta Asiago-DLR Asteroid Survey (ADAS) †                                                                                                 |
| 65100 Birtwhistle     | 2002 CR15      | Peter Birtwhistle, britanski ljubiteljski astronom † |
| 65101–65200           |                | |
| 65159 Sprowls         | 2002 CN152     | Marlene Sprowls Durig, mati odkritelja † |
| 65201–65300           |                | |
| 65301–65400           |                | |
| 65357 Antoniucci      | 2002 NR55      | Simone Antoniucci, italijanski astronom † |
| 65363 Ruthanna        | 2002 PQ11      | Ruthanna Dellinger Powell, teta odkritelja † |
| 65401–65500           |                | |
| 65489 Ceto            | 2003 FX128     | Keto, mitološka morska pošast, otrok Gaje in Ponta; skupaj z vedeževalko Forko (glej naravni satelit (65489) Ceto I Phorcys) sta imela številne potomce, ki jih imenujemo forcidi †          |
| 65501–65600           |                | |
| 65583 Theoklymenos    | 4646 T-2       | Theoklymenos, sin Mantiosa in vnuk Melampusa, grškega jasnovidca, ki je v predvideval vrnitev Odiseja v Itako in smrt Penelopinih snubcev †                                                  |
| 65590 Archeptolemos   | 1305 T-3       | Archeptolemos, voznik kočije Hektorja † |
| 65601–65700           |                | |
| 65657 Hube            | 1982 QB4       | Douglas P. Hube, kanadski astronom † |
| 65675 Mohr-Gruber     | 1989 AG6       | duhovnik Josef Mohr (1792 – 1848) in njegov orglar Franz Xaver Gruber (1787 – 1863), avstrijska glasbenika, skladatelja znane božične pesmi "Sveta noč" (Stille Nacht, heilige Nacht) †      |
| 65685 Behring         | 1990 TY1       | Emil Adolf von Behring (1854 – 1917), nemški doktor medicine in prejemnik Nobelove nagrade, začetnik imunologije †                                                                           |
| 65694 Franzrosenzweig | 1991 RX40      | Franz Rosenzweig (1887 – 1929), judovski teolog in filozof † |
| 65696 Pierrehenry     | 1991 TP15      | Pierre Henry Senegas-Lowe, sin odkritelja † |
| 65697 Paulandrew      | 1991 TU15      | Paul Andrew Senegas-Lowe, sin odkritelja † |
| 65698 Emmarochelle    | 1991 TP16      | Emma Rochelle Slater, pastorka odkritelja † |
| 65701–65800           |                | |
| 65708 Ehrlich         | 1992 RB1       | Paul Ehrlich (1854 – 1915), nemški začetnik hematologije, imunologije in kemoterapije, dobitnik Nobelove nagrade †                                                                           |
| 65769 Mahalia         | 1995 EN8       | Mahalia Jackson (1911 – 1972), ameriška "Kraljica gospela" † |
| 65775 Reikotosa       | 1995 SO2       | Reiko Tosa, japonski tekač na dolge proge † |
| 65801–65900           |                | |
| 65803 Didymos         | 1996 GT        | grška beseda za "dvojček" (telo je bilo imenovano potem, ko so potrdili njegovo dvojnost – binarnost – v letu 2003) †                                                                        |
| 65859 Mädler          | 1997 GF42      | Johann Heinrich von Mädler (1794 – 1874), nemški astronom in selenograf (strokovnjak za Luno) †                                                                                              |
| 65885 Lubenow         | 1997 YF20      | Alexander (Andy) F. Lubenow, ameriški koordinator programov na Znanstvenem inštitutu za vesoljski teleskop (Space Telescope Science Institute) † ‡ Arhivirano 2006-06-29 na Wayback Machine. |
| 65901–66000           |                | |

| Predhodnik: 64001–65000 | Pomeni imen asteroidov Seznam asteroidov (65001-65250) Seznam asteroidov (65251-65500) Seznam asteroidov (65501-65750) Seznam asteroidov (65751-66000) | Naslednik: 66001–67000 |